# Ideální manžel
Ideální manžel (orig. An Ideal Husband) je divadelní hra anglického spisovatele irského původu Oscara Wildea z roku 1895. Jde o konverzační komedii se satirickými prvky. Dílo charakterizují mistrné napsané dialogy, plné ironie, sarkasmu, paradoxů a aforismů. Do češtiny přeložil J.Z. Novák.

## Děj
Hlavní postavou je lord Robert Chiltern, svědomitý, zásadový a čestný politik. I jeho minulost se zdá být naprosto bezchybná, má milující ženu Gertrudu a sestru Mabel. Přítel lorda Chilterna, lord Goring, se Mabel dvoří.
Na jednom z večírků se objeví i záhadná Gertrudina bývalá spolužačka, lady Cheveleyová, jež byla delší dobu ve Vídni. Lady Cheveleyová zná Chilternovo tajemství, a sice ne zcela legální transakci, díky níž přišel k veškerému majetku. Čímž ho vydírá: bude mlčet, pokud Chiltern podpoří nevýhodný projekt Argentinského průplavu ve sněmovně. Lady Cheveleyová do projektu totiž vložila mnoho peněz. Lord Chiltern odmítá podpořit podvod, ale nechce ani zničit svou kariéru. Svěří se jen svému příteli, svobodnému mládenci Goringovi, jež si promluví s Gertrudou. Nastíní jí situaci, kterou jí později potvrdí i lady Cheveleyová. Gertruda je zklamaná, domluví si schůzku s Goringem, ale nepřijde. Toho využije lady Cheveleyová, která přijde na Goringovu schůzku místo Gertrudy, a je sluhou považovaná právě za Gertrudu. Goring k sobě pozval lorda Chilterna a promluví si s ním před lady Cheveleyovou, ale domnívá se, že se ve vedlejší místnosti skrývá Gertruda. Goring tak chtěl vyřešit rodinou krizi. Lord Chiltern však lady Cheveleyovou objeví a je velmi znepokojen, příteli již nevěří.
Goring ale navíc nalezl brož lady Cheveleyové, kterou kdysi ukradla jeho sestře. Vsadí se tedy spolu, pokud lord Chiltern projekt podpoří, tak se zapřisáhlý svobodný mládenec bude muset oženit se svou bývalou milenkou lady Cheveleyovou, pokud jej nepodpoří, tak se lady Cheveleyová stáhne do ústraní a důkazy o Chilternově podvodu zničí.
Lord Chiltern nakonec projekt skutečně nepodpoří, čímž si udobří Gertrudu, vysvětlí se i Goringovo nedorozumění, jímž chtěl pomoci, ale omylem si jím Roberta znepřátelil. Z Goringa a Chilterna se opět stávají přátelé. Goring navíc ztrácí svou nevázanost a z lásky se ožení s Mabel Chilternovou.

## Filmové adaptace
- Ideální manžel (orig. An Ideal Husband) – britské drama režiséra Alexandra Kordy z roku 1947. V hlavních rolích: Paulette Goddard, Michael Wilding, Hugh Williams.
- Ideální manžel – britská romantická komedie režiséra Olivera Packera z roku 1999. V hlavních rolích: Cate Blanchettová, Minnie Driver, Rupert Everett, Julianne Moore.
- Ideální manžel – české televizní zpracování režiséra Zdeňka Zelenky z roku 2001. V hlavních rolích: Jiří Bartoška, Zlata Adamovská, Jan Hrušínský.

## Divadlo

### Divadlo Na Vinohradech, Praha
Zrežírovala to Jana Kališová a přeložil Václav Renč
- Hrabě z Cavershamu .... Jiří Plachý
- Vikomt Arthur Goring, jeho syn .... Jiří Dvořák
- Sir Robert Chiltern .... Jan Šťastný
- Lady Chiltern, jeho žena .... Simona Postlerová
- Slečna Mabel Chiltern, jeho sestra .... Lucie Štěpánková / Andrea Elsnerová
- Paní Cheveley .... Zlata Adamovská
- Lady Markby .... Hana Maciuchová
- Hraběnka z Basildonu .... Lucie Polišenská / Jana Malá
- Paní Marchmont ..... Petra Hobzová / Eva Režnarová
- Komorník Phipps .... Jaroslav Kepka

### Národní divadlo, Brno
Zrežíroval to Jakub Maceček a přeložil Jiří Zdeněk Novák.
- Sir Robert Chiltern .... Martin Sláma
- Lady Chiltern .... Klára Apolenářová
- Paní Cheveley .... Jana Štvrtecká
- Hrabě z Cavershamu .... Vladimír Krátký
- Vikomt Goring .... Petr Bláha
- Slečna Mabel Chiltern .... Erika Stárková
- Lady Markby .... Dana Pešková
- Hraběnka z Basildonu .... Lucie Schneiderová
- Paní Marchmont .... Kristýna Jiroušková
- Mason, komorník sire Chilterna .... Ondřej Mikulášek
- Phipps, komorník lorda Goringa .... Bedřich Výtisk
- Vikomt de Nanjac .... Ján Jackuliak
- Gertrude .... Alena Doláková
- Laura .... Lucie Končoková